# 上春別駅

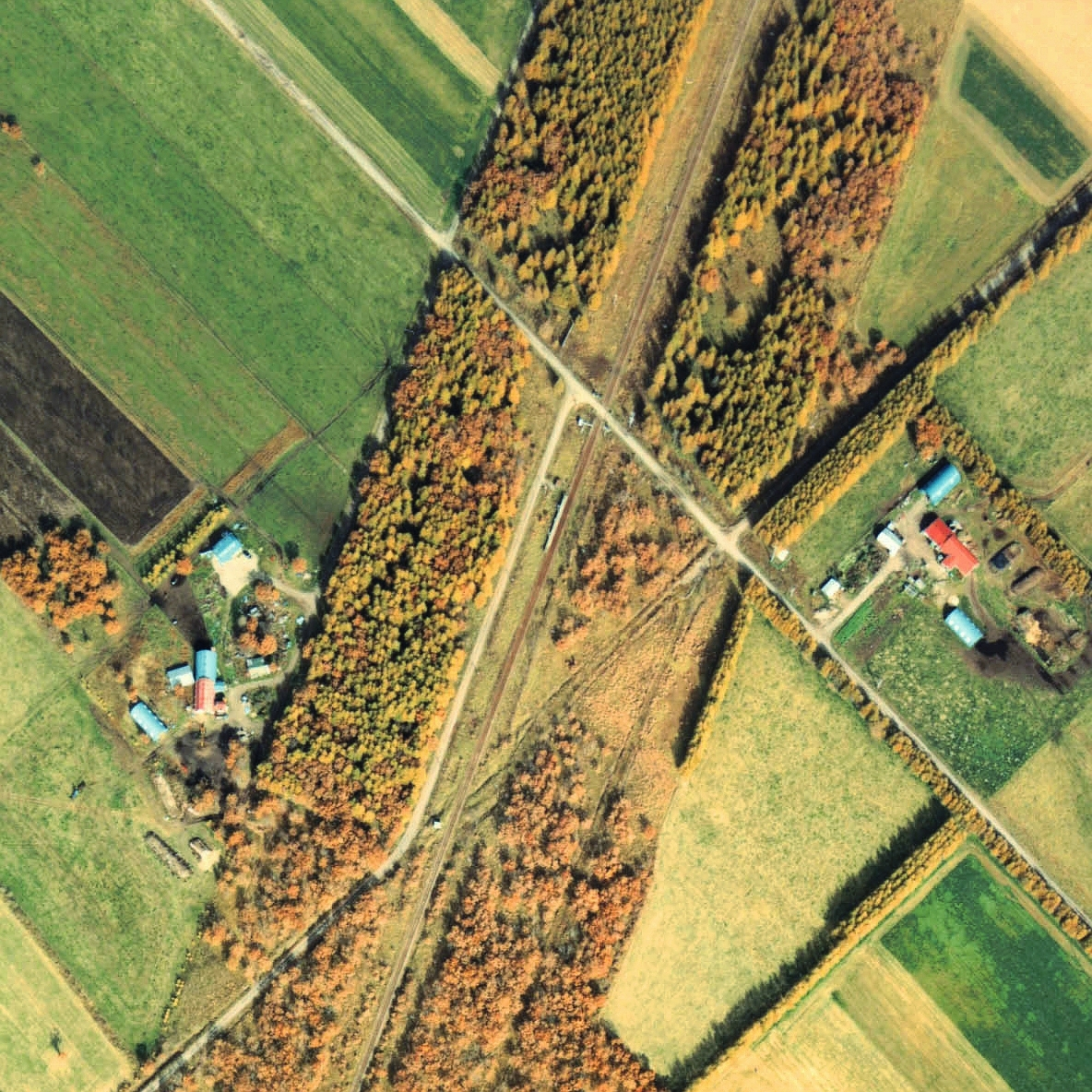
1977年の上春別駅と周囲約500m範囲。上が中標津方面。周囲を防風雪林に囲まれ、中標津側に五十六線道の踏切があった。

上春別駅（かみしゅんべつえき）は、北海道野付郡別海町本別にかつて設置されていた、北海道旅客鉄道（JR北海道）標津線の駅（廃駅）である。事務管理コードは▲111709。

## 歴史
- 1963年（昭和38年）7月1日：日本国有鉄道（国鉄）標津線の駅として、西春別駅 - 計根別駅間に開業[3][4]。旅客のみ取り扱いの無人駅[5]。別海町の請願により設置された[1]。
- 1987年（昭和62年）4月1日：国鉄分割民営化に伴い、北海道旅客鉄道（JR北海道）の駅となる[1]。
- 1989年（平成元年）4月30日：標津線の全線廃止に伴い、廃駅となる[1]。

### 駅名の由来
春別川の上手にあることから。なお、駅は別海町大成の常盤地区に位置しており、「上春別」と呼ばれる地域からは離れている。

## 駅構造
廃止時点で、単式ホーム1面1線を有する無人駅であった。ホームは鉄骨製コンクリート床の簡易型で、北西側（標茶方面に向かって右側）に有った。また、中標津側にあったホームへの昇降階段の前に待合室が置かれていた。

## 利用状況
乗車人員の推移は以下のとおり。年間の値のみ判明している年については、当該年度の日数で除した値を括弧書きで1日平均欄に示す。乗降人員のみが判明している場合は、1/2した値を括弧書きで記した。
| 年度               | 乗車人員 | 乗車人員 | 出典  | 備考 |
| 年度               | 年間     | 1日平均  | 出典  | 備考 |
| ------------------ | -------- | -------- | ----- | ---- |
| 1978年（昭和53年） |          | 12       | [ 7 ] |      |

## 駅周辺
- 阿寒バス「本別」停留所

## 現状
- 2009年（平成20年）頃の時点で、線路と待合室は撤去されていたが、簡易ホームや手すり、階段が残っていた[8]。
- 2020年（令和2年）時点ではホーム、階段が残されている。2020年（令和2年）5月より、別海町地域おこし協力隊員がホーム周辺の整備を行い、当駅跡地を鉄道ファンが周遊するスポットとする取り組みが行われている[6]。2020年11月2日、当駅跡が別海町歴史文化遺産第14号に認定された[9]。

## 隣の駅
北海道旅客鉄道
標津線
西春別駅 - 上春別駅 - 計根別駅